# 平岡映美
平岡 映美（ひらおか えいみ、1998年〈平成10年〉11月6日 - ）は、日本の女優、ファッションモデル、タレント、ラジオパーソナリティ。東京都出身。血液型はA型。プラチナムプロダクション所属。

## 略歴
劇団にて活動していた元俳優・女優の両親の元に生まれる、3姉妹の次女で、妹は女優の平岡明純。
4歳の頃から女優、モデル、声優として活動。
2006年、関西テレビ7月期ドラマ『結婚できない男』でドラマ初レギュラー出演。
2008年、スタジオジブリ制作の長編アニメーション映画『崖の上のポニョ』にてクミコ役に抜擢。声優デビューを果たした。
2009年、NHK教育テレビドラマ『時々迷々』にてドラマ初主演。
2011年、NHK Eテレ放送番組『グレーテルのかまど』にてスヌーピー／くまのパディントンの声優を務めた。
18歳の時に高校生映画コンクール （NPO法人 映画甲子園主催(総務省等後援)「eiga worldcup 2016」）に応募し、約130作品、300人を超える出場者の中から、個人賞である川島海荷賞を受賞した。
2018年12月31日、2002年のデビュー以来16年間所属していたキリンプロを退社。
2019年2月、プラチナムプロダクション に入所。
2022年7月、ミスヤングアニマル2022コンテストにおいてファイナル進出。グラビアデビューを果たした。
2023年8月、舞台『氷雪の門』にて、舞台初主演を果たす。

## 人物
日本舞踊や茶道、生け花なども心得もあり、茶道と華道に関しては許状をいただいている。
3歳からクラシックバレエを習い、国際コンクールにも出場。オールジャパンバレエユニオンのコンクールでの優秀賞受賞や国際バレエコンクール ジャパングランプリにて入賞。つくば国際バレエコンクールでは4-2位を受賞した。
コロナ禍の緊急事態宣言期間、たまたまテレビでやっていた宙組公演『天は赤い河のほとり』を見て宝塚歌劇団の大ファンになったという。
アイドル活動もしていたため、演技だけでなく歌やダンスも出来る。
日本の伝統文化や歴史が好きで、東京都の神社にて7年間巫女として助勤。また全国の神社を参拝しており、参拝時には御朱印をいただく事から自宅には御朱印帳が30冊以上ある。
趣味はサッカー観戦で、特にFC東京の試合を多く観戦に行っている。
SKYWAVE FMにて、妹の平岡明純との冠番組「平岡姉妹のおやすみ前に」で番組パーソナリティを務めている。

## 出演

### テレビドラマ
- 警視庁鑑識班2004（2004年、日本テレビ）
- 結婚相談員 末永卯月の推理案内状5（2004年7月2日、フジテレビ） - 小川友香（幼少期） 役
- DANCING★HOST（2005年4月1日、フジテレビ） - 恵美 役
- アタックNo.1（2005年、テレビ朝日） - 八木沢桂（幼少期） 役
- 金曜エンタテイメント 園長先生は名探偵（2006年3月17日、フジテレビ） - 今岡美由紀 役
- 結婚できない男（2006年、関西テレビ） - 中川ゆみ 役
- もういちど地下鉄に乗って（2006年、テレビ朝日） - 田辺愛（幼少期） 役
- 1ポンドの福音（2008年、日本テレビ）
- 天才てれびくんシリーズのドラマ（拝啓イチョウ様） トモミ役
- 時々迷々（カンペキ教室）（2009年、NHK） - 主人公　花ミエコ 役
- おじいちゃんは25歳（2010年、TBS） - 栗原麻衣（幼少期） 役
- FOLLOWERS（2020年2月27日、Netflix） - 新人女優 役
- 映像研には手を出すな!（2020年4月8日 - 、TBS） - 野球部マネージャー役（2話-5話内野部マネージャー役）
- ミステリと言う勿れ 第10話 (2022年3月14日、フジテレビ) - 巫女 役
- First Love 初恋（2022年11月24日、Netflix）
- それでも結婚したいと、ヤツらが言った。（2023年1月5日 - 2月23日、テレビ東京） - 篠原天音の同僚（ウェディングプランナー）　役
- 今夜すきやきだよ（2023年1月7日 - 3月25日、テレビ東京） - 熊倉 役
- スタンドUPスタート 第1話（2023年1月18日、フジテレビ） - ホステス　役
- FODスペシャルドラマ・スタンドUPスタート ナイトワーカー編 （2023年2月15日、FOD） - ホステス　役
- 月曜プレミア8・十津川警部の事件簿 ⁡草津・殺しのトライアングル（2023年2月13日、テレビ東京） - 羽村凛々子の友人 役

### 映画
- 大停電の夜に（2005年） - じゅんな 役
- 怪談新耳袋劇場版 幽霊マンション（2005年） - 大黒愛 役
- 崖の上のポニョ（2008年） - クミコ 役
- 全員、片想い（イブの贈り物）（2016年） - 少女 役
- 映像研には手を出すな!（2020年9月25日） - 野球部マネージャー 役
- 初恋インターン（前編）（2024年） - 久保優子 役
- 誰も知らない恋心（後編）（2024年） - 久保優子 役

### CM・広告
- 第一生命保険 ジャスト「心身サポート」篇（2025年3月19日 - ） - 山崎育三郎・今田美桜らと共演[8]
- P&G レノア リセットセラム 「よくばり柔軟剤」篇（2024年）
- 野村アセットマネジメント「投資デビューにもぴったり「はじめてのNISAシリーズ」」篇（2023年12月- ）
- SUNSTAR「Ora2 me」アロマフレーバーコレクション（2023年-）
- レジーナクリニック「脱毛選びは大変篇」（2023年）
- 敦賀断熱工業株式会社
- ダイキン工業「うるさら7」
- スタジオアリス - 成人式モデル
- HONDA BIKE「バイクが好きだ 真由気づき篇」
- 東京ディズニーランド ハロウィン
- オリエンタルランド 東京ディズニーシー キャンキャン、春キャン編（2014年 - 2015年）
- アース製薬「サラテクト」
- TOYOTA
- クロスカンパニー「メチャカリ」
- タカラレーベン「れ~べ~と、頭の体操」
- HONDA「バイクが好きだ、女子高生篇」
- ニッスイ「大きな大きな焼きおにぎり」
- JA共済
- 丸美屋「麻婆茄子」「麻婆もやし」
- イオン銀行
- NTTドコモ「家族通話24時間無料」
- タイトー「ニンテンドーDS ペットショップものがたり」
- 小森樹脂「獣拳戦隊ゲキレンジャー お弁当箱シリーズ」
- 花王「ビオレu ハンドソープ」
- ピザハット
- トヨタ自動車
- タカラ「アクアパーティー」
- サントリー「燃焼系アミノ式」

### 書籍
- モーターファン別冊 ニューモデル速報第635弾「スバル レヴォーグ レイバックのすべて」
- グラビア誌「水色エモーションvol.2」
- スタジオアリス「HALULU」 - 成人式モデル・カタログ
- 日本生活協同組合連合会「住まいの快適物語 春号 」
- ベネッセコーポレーション「はんど&はあと」
- 教育出版「生活科」教科書
- 東レデサント「T-BODY」
- 講談社「テレビマガジン」
- ベネッセコーポレーション「せてっぷ」
- ベネッセコーポレーション「こどもちゃれんじ」
- 小学館「めばえ」表紙

### テレビ番組
- 不気味な答え 恋愛考察ミステリー（ダブルタップミステリー ）「最後の晩餐」（2024年7月20日、テレビ朝日）-　千秋　役
- Tokyo 30s Lady.大人の愛のトリセツ with ananドラマ第3話「結婚とキャリア編」（2023年、ABEMA）-　亜美　役
- 世界一受けたい授業（日本テレビ）
- ぐるぐるナインティナイン(NTV)あばれる君姉役
- 中居正広の金曜日のスマイルたちへ(TBS)アンミカ再現
- ビビット(TBS)
- LAST KISS(TBS)~最後にキスするデート~
- ハナタカ優越館(EX)
- グレーテルのかまど(Eテレ)くまのパディントン /スヌーピー朗読
- わたしが子どもだったころ草刈民代役幼少
- 誰も知らない泣ける歌(NTV)
- 熱血!平成教育学院(CX)
- 24時間テレビ(NTV)
- 発足!芸能界PTA(EX)
- 天才てれびくんMAX(Eテレ)
- 中居正広の金曜日のスマたちへ」(TBS)金スマ波乱万丈、松居一代妹役
- 奇跡体験!アンビリバボー(CX)
- クリック(NTV)
- いきなり!黄金伝説(EX)タイトルコール
- ためしてガッテン（~ミネラル 2~）(NHK)
- 月曜エンタぁテイメント(TX)
- さんま・玉緒のお年玉あんたの夢をかなえたろかスペシャル(TBS)
- 踊る!さんま御殿!!(NTV)
- 発掘!あるある大事典II(CX)
- 天才!志村どうぶつ園(NTV)
- ザ・ワイド(NTV) 金曜エンタテイメント
- 中居正広の金曜日のスマたちへ(TBS)金スマ波瀾万丈、杉田かおる篇
- 中居正広の金曜日のスマたちへ(TBS)ますい姉妹篇
- 極楽山本・ロンブー亮のARIGATEENA TV（2022年6月6日、テレビ埼玉）[9]

### WEB
- JリーグPR動画
- NPO法人ライトハウス JKビジネス啓発動画
- フーバー
- (株)イー・エス・エス「パパウォッシュ」
- バンダイ
- 富士通テン「イクリスプ」
- ピザハット
- トヨタ自動車
- 丸美屋「麻婆もやし」
- あしたのSHOW（不定期出演、プリネッツピクチャーズ） - アシスタント出演[10]

### ラジオ
- 平岡姉妹のおやすみ前に（2021年4月17日 - 、SKYWAVE FM）
- めっちゃよきラジ　(2022年6月24日、渋谷クロスFM）
- 田原俊彦 DOUBLE “T”リラックスタイム20 アシスタント（インターネットラジオ、2025年6月6日 - 2025年12月5日・全12回）[11]

### 舞台
- クレイジーメルヘン（2020年） - この葉　役
- リニアダッシュ！POLE POSITION（2021年） - ニキ 役[12][13]
- ミュージカル「ひめゆり」（2023年6月1日 - 4日、シアター1010） - 月組・あき　役
  - ミュージカル「ひめゆり」（2024年4月4日 - 7日、シアター1010） - ふみ 役[14]
- 舞台「氷雪の門」（2023年8月24日 - 27日、上野ストアハウス） - 主演・佐藤智恵子 役
- 舞台「ゴールデンウィークの女優たち～富安美尋作品集　Anthology」（2024年5月3日 - 6日、ドラマデザイン社）